# Centre Ludique de Boulogne-Billancourt
 (février 2025).
- Si vous ne connaissez pas le sujet, laissez ce bandeau (vous pouvez alors contacter les auteurs).
- Si vous supprimez le contenu mis en cause (vous pouvez préalablement contacter les auteurs),

argumentez précisément cette suppression dans la page de discussion
(un manque de référence n'est pas un argument ; une recherche réelle de référence doit avoir été effectuée, être formellement documentée).
Le Centre Ludique de Boulogne-Billancourt, ou CLuBB, est un lieu associatif consacré à la culture et aux pratiques ludiques. Il s’agit d’un espace d’accueil qui propose un programmation événementielle autour du jeu.
Le Centre Ludique de Boulogne-Billancourt regroupe trois composantes : la ludothèque de Boulogne-Billancourt, le Concours international des créateurs de jeux de société de Boulogne-Billancourt et le Fonds patrimonial du jeu de société.

## Ses objectifs
Il a pour but de promouvoir le jeu de société comme objet culturel, social et éducatif, ainsi que comme outil d’échange et de partage entre les générations. Le jeu de société est considéré comme un patrimoine et un sujet de recherche à développer davantage. Des expositions sont organisées. Le centre est également un lieu de recherche sur les jeux de société.

## La ludothèque
La ludothèque de Boulogne-Billancourt est créée en 1977. En 1990, elle devient une association loi de 1901.
Elle devient le Centre National du Jeu, ou CNJ, en 2008 et, en 2012, s'installe dans le bâtiment Le Trapèze,. Elle est renommée Centre Ludique de Boulogne-Billancourt en 2018.
La ludothèque du Centre Ludique de Boulogne-Billancourt, constituée de deux salles, propose plus de 1 300 jeux classiques ou contemporains. Depuis 2021, il est possible de louer des jeux pour une durée maximum de trois semaines.

## Le concours international des créateurs de jeux de société de Boulogne-Billancourt

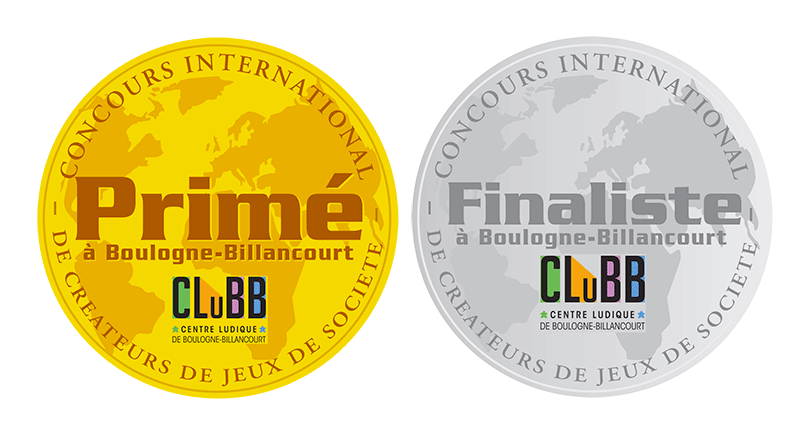
Logos du Concours international de créateurs de jeux de société de Boulogne-Billancourt, finaliste et primé.

Le concours international de créateurs de jeux de société de Boulogne-Billancourt se dispute une fois par an depuis 1977. Il donne de la visibilité à de nouveaux auteurs de jeux,,, qui y présentent notamment des prototypes. Le premier a été remporté par Claude Vieux et son jeu Takito, édité en 1978 par Jeux Descartes. Sa quarantième édition a lieu en 2021.

## Le Fonds patrimonial du jeu de société
Le Fonds patrimonial du jeu de société, ou FPJS, est une collection rassemblant des jeux de société et des jeux de rôle sur table. Il est géré conjointement par le Centre Ludique de Boulogne-Billancourt (CLuBB) et par l’Université Sorbonne-Paris-Nord à Villetaneuse depuis 2020. Il regroupe environ 17 000 jeux de société et 5 000 jeux de rôle et suppléments.